# Saab 900
Der Saab 900 ist ein Mittelklassemodell des schwedischen Herstellers Saab, das in zwei Generationen von Sommer 1978 bis Anfang 1998 hergestellt wurde.
Für beide Modellgenerationen gab es unterschiedliche Karosserievarianten: eine drei- und fünftürige Kombilimousine sowie ein Cabriolet. Zur ersten Generation bot Saab außerdem eine zwei- oder viertürige Limousine mit Stufenheck, Sedan genannt, an.

## 900 I (1978–1994)
Der erste Saab 900 wurde im September 1978 als eine luxuriöse Weiterentwicklung – vor allem für den Exportmarkt – des Saab 99 präsentiert. Henrik Gustafsson, Technischer Direktor, und Björn Envall, Chefdesigner, leiteten das Projekt mit der internen Baumusterbezeichnung X29.

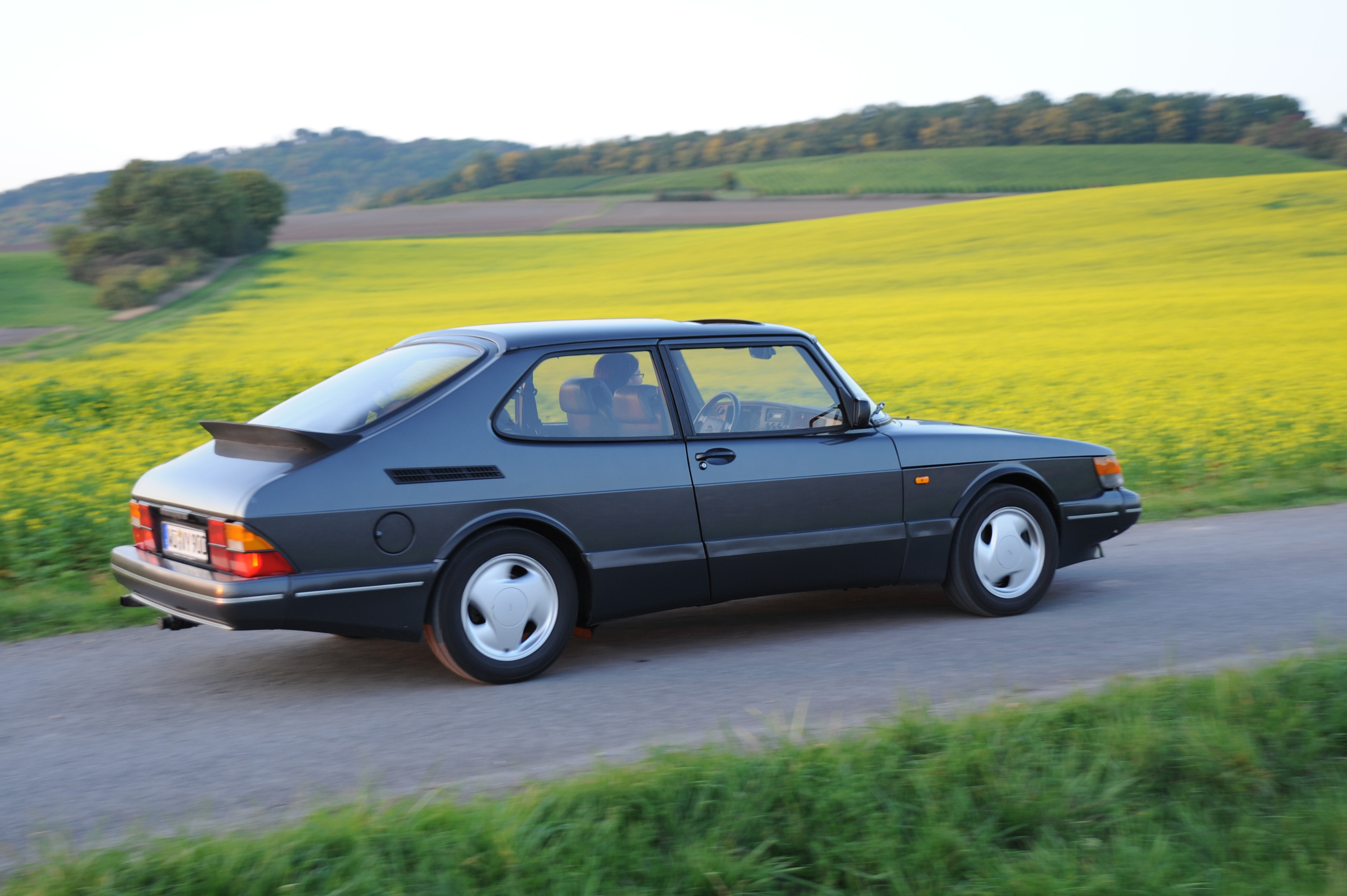
Saab 900 Turbo 16 S Modell 1992

Frontpartie und Cockpit wurden geändert und der Radstand verlängert. Beibehalten wurden Saab-typische Details wie das zwischen den Vordersitzen eingebaute Zündschloss, selbstreparierende Stoßstangen (bewegen sich bei Aufprallgeschwindigkeiten bis 7 km/h in die Ursprungsform zurück) oder die Fahrersitzheizung. Als charakteristisches Merkmal des 99 ging die gewölbte Frontscheibenpartie in den 900 über. Für eine bessere Übersicht sind die Armaturen zum Fahrer geneigt. Die Konstruktion des Fahrwerks und verschiedene Motorenvarianten wurden vom 99 übernommen. Weiterhin waren Vergaser- und Einspritzmotoren erhältlich. Der Motor war über der Vorderachse längs um 45° nach rechts geneigt eingebaut. Über eine Rollenkette gab er seine Kraft an das darunter liegende Getriebe ab. Im Laufe der Modellzeit wurden kontinuierlich Verbesserungen und Weiterentwicklungen im Saab 900 eingeführt.
Zum Produktionsbeginn im Sommer 1978 wurde er als Fließhecklimousine mit drei oder fünf Türen verkauft. Im Frühjahr 1980 kam die Sedan genannte Stufenhecklimousine als viertürige Variante hinzu.
Die Modelljahrgänge 1979 und 1980 unterschieden sich sehr von den späteren Modellen, unter anderem in folgenden Details: Außenspiegel, Außenzierleisten, Bedieninstrumente, Entlüftungsgitter, Gurtschlösser, Handschuhfachdeckel, Lenkräder, Mittelkonsole, Schaltknauf, Sitze und Bezüge, Stoßstangen sowie Tür- und Kofferraumverkleidungen. Die vom 99 übernommene Combi-Coupé-Heckklappe wurde bereits zum Modelljahr 1980 überarbeitet mit schmalerem Außengriff sowie mit in die Heckklappe integrierten Rückleuchten.

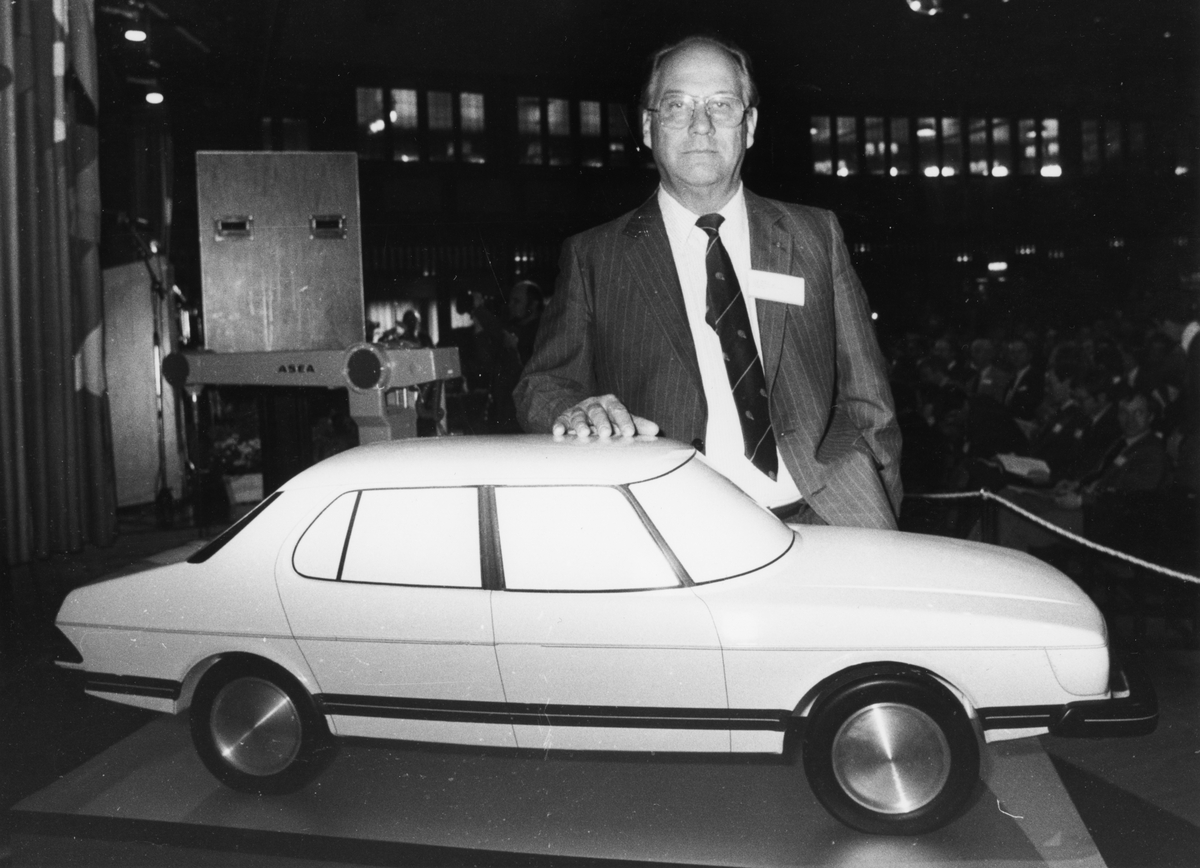
Der PR- und Marketingchef sowie spätere Chef der Saab-KFZ-Sparte Sten Wennlo vor einem Modell eines Saab 900 Sedan beim »Tekniska Träffen« am 17. und 18. März 1983 in Linköping. Wennlo war einer der Fürsprecher, in die Turbotechnik Ende der 1970er Jahre zu investieren.

Wichtigster Unterschied bei den Motoren: Die Modelljahrgänge 1979/1980 hatten noch den sogenannten B-Motor, der häufig an defekten Wasserpumpen und Zündverteilerwellen litt. Der ab dem Modelljahr 1981 verwendete H-Motor war leichter, die Wasserpumpe nicht mehr in den Motorblock integriert und der Zündverteiler wurde unmittelbar von der obenliegenden Nockenwelle angetrieben.
Die beiden ersten Jahrgänge des 900 sind so gut wie nicht mehr zu finden.
1981 entstanden Kombi-Umbauten vom Saab 900, sogenannte Saab 900 Safari. Zwei Fahrzeuge sind bekannt, von denen eines im Saab-Museum in Schweden ausgestellt ist. Das andere Fahrzeug wurde im Laufe seines Lebens äußerlich jüngeren Modellen angeglichen. Markantes Detail des Safari ist der lange Überhang hinten. Mindestens eine weitere Kombi-Variante entstand 1986 in den Niederlanden.
Im Sommer 1982 wurde bei den Turbos das APC-System (automatic performance control) eingeführt. Diese Einrichtung – im Wesentlichen aus Klopfsensor, Steuergerät und unterdruckbetätigtem Bypass-Ventil („waste gate“) und Ladedruckregelventil, auch als APC-Ventil bezeichnet, bestehend – passt den Ladedruck an die jeweilige Benzinsorte an. Nun konnte Benzin mit niedriger Oktanzahl getankt werden, ohne dass hierdurch Motorschäden zu befürchten waren.
Beim B-Motor hingegen wurde der Ladedruck noch nicht geregelt; dieser Motor durfte nur mit hochoktanigem Benzin betrieben werden.
Im Herbst 1983 wurde ein Motor mit zwei obenliegenden Nockenwellen und Vierventiltechnik eingeführt. Dieser erzeugte ein maximales Drehmoment von 273 Nm bei 3000/min. und leistete 175 PS (129 kW) (später in der G-Kat-Version ab 160 PS (118 kW)). Diese Variante war von Anfang an mit Ladeluftkühlung ausgerüstet. Die 8-Ventil-Turbos, die weiterhin parallel produziert wurden, erhielten sie erst zwei Jahre später.
Ebenfalls mit Beginn des Modelljahres 1984 ergänzte der zweitürige Sedan, auf dem später das Cabriolet basierte, die Modellpalette. Ihn gab es zum Einführungsmodelljahr nur mit dem 115 PS starken Einspritzmotor als 900i in Sportversion.

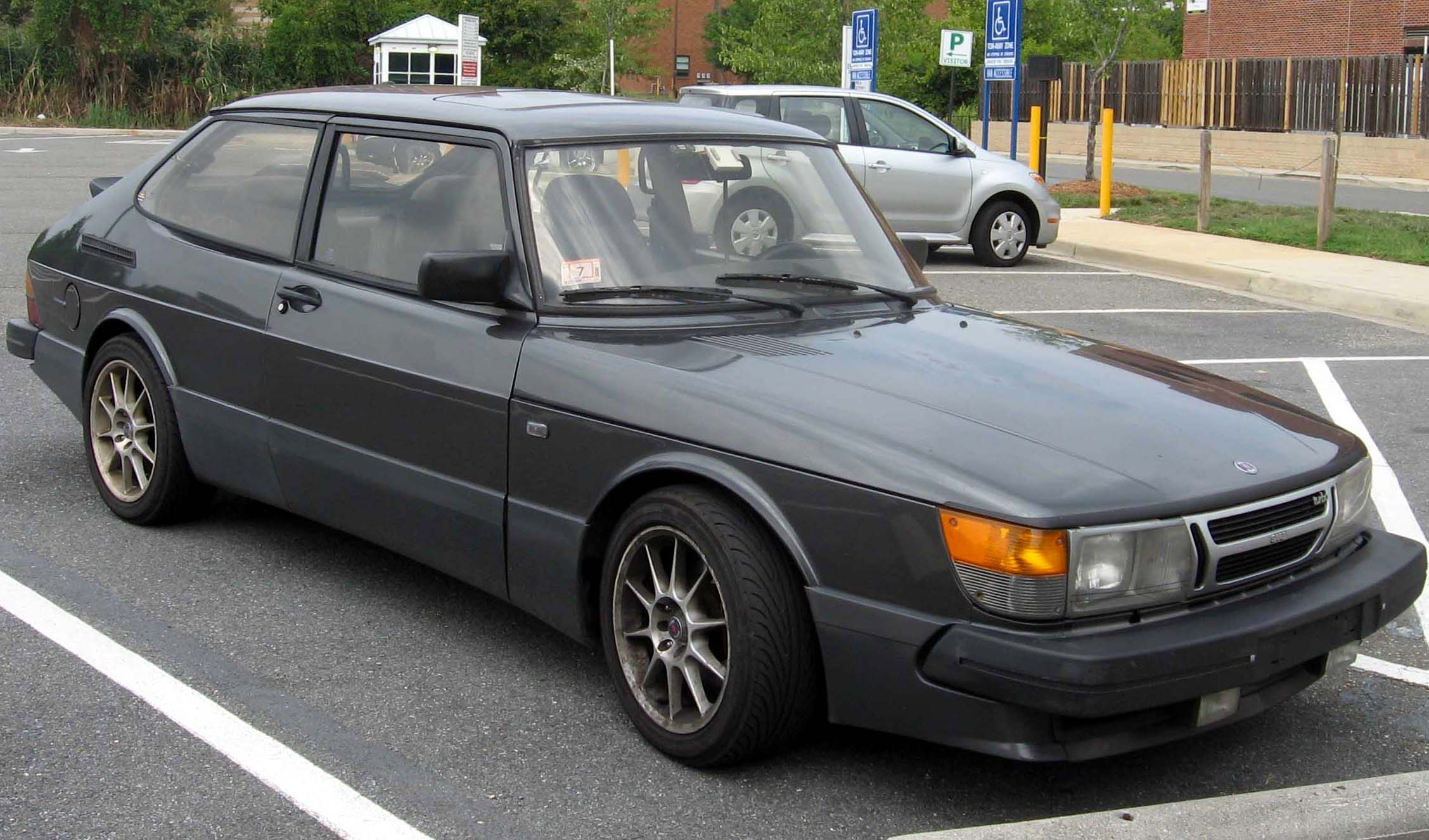
Saab 900 Turbo (1979–1986)
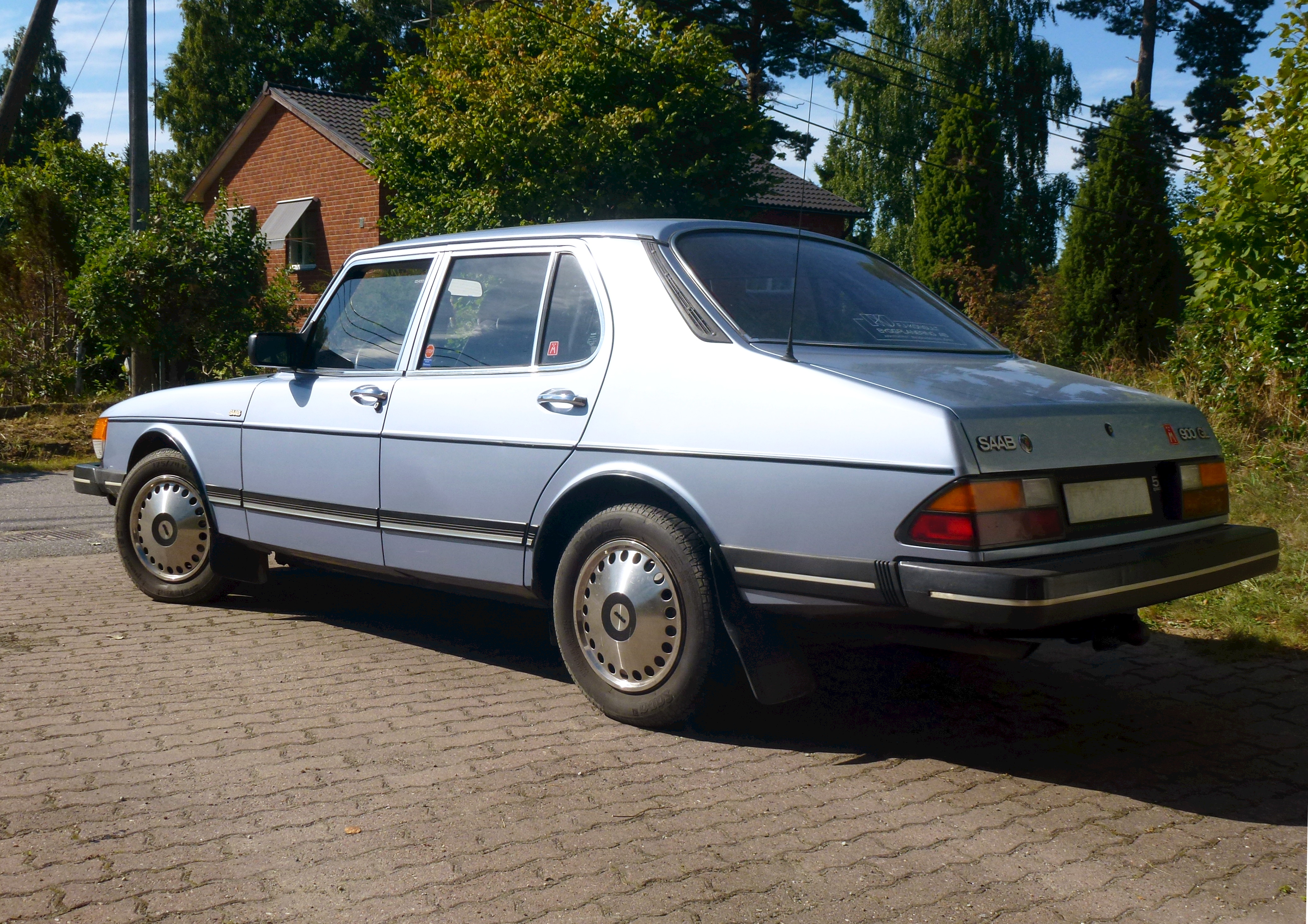
Saab 900 Sedan viertürig (1980–1986)
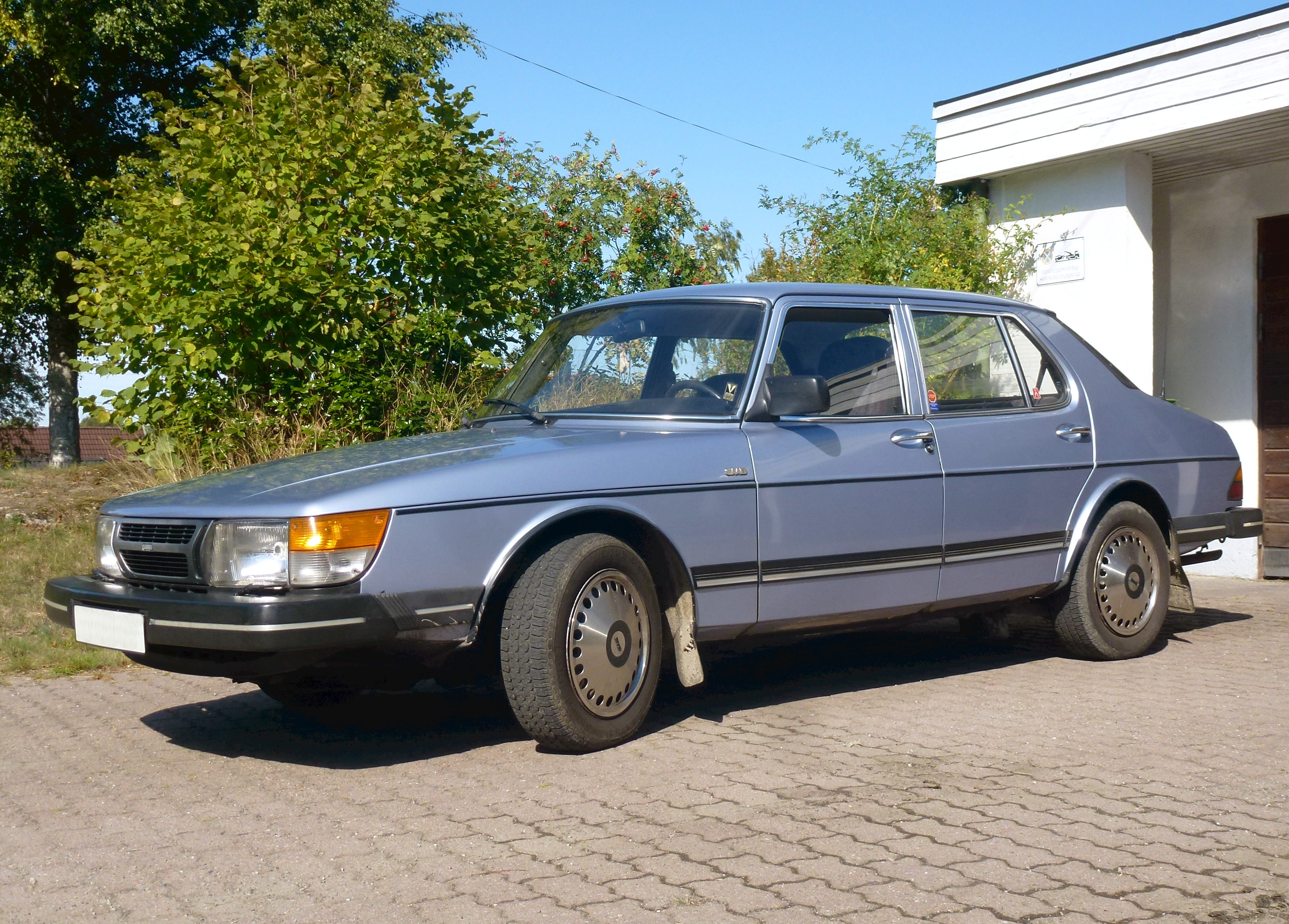
Saab 900 Sedan viertürig (1980–1986)
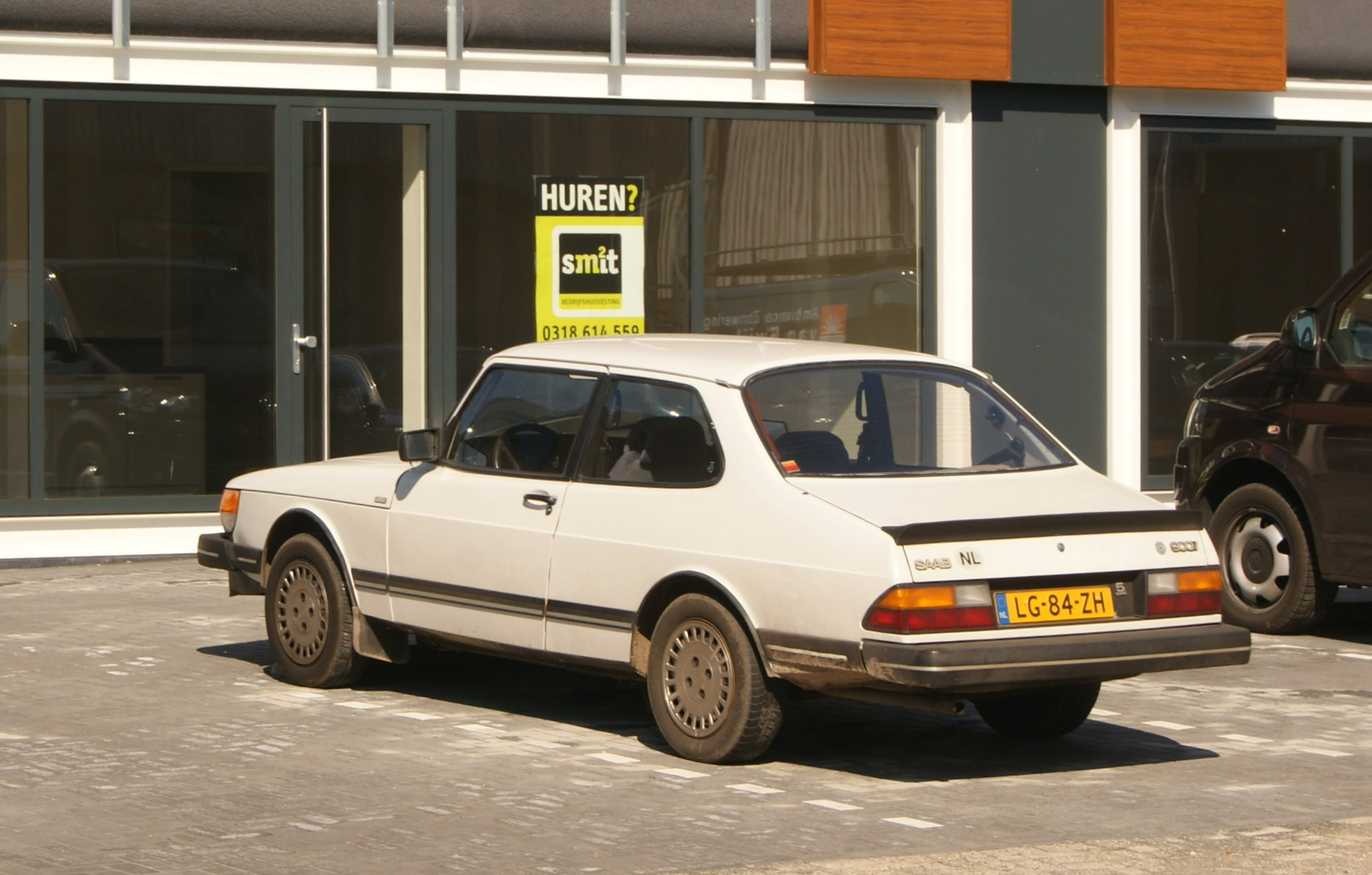
Auch zweitürig lieferbar: Saab 900 Sedan
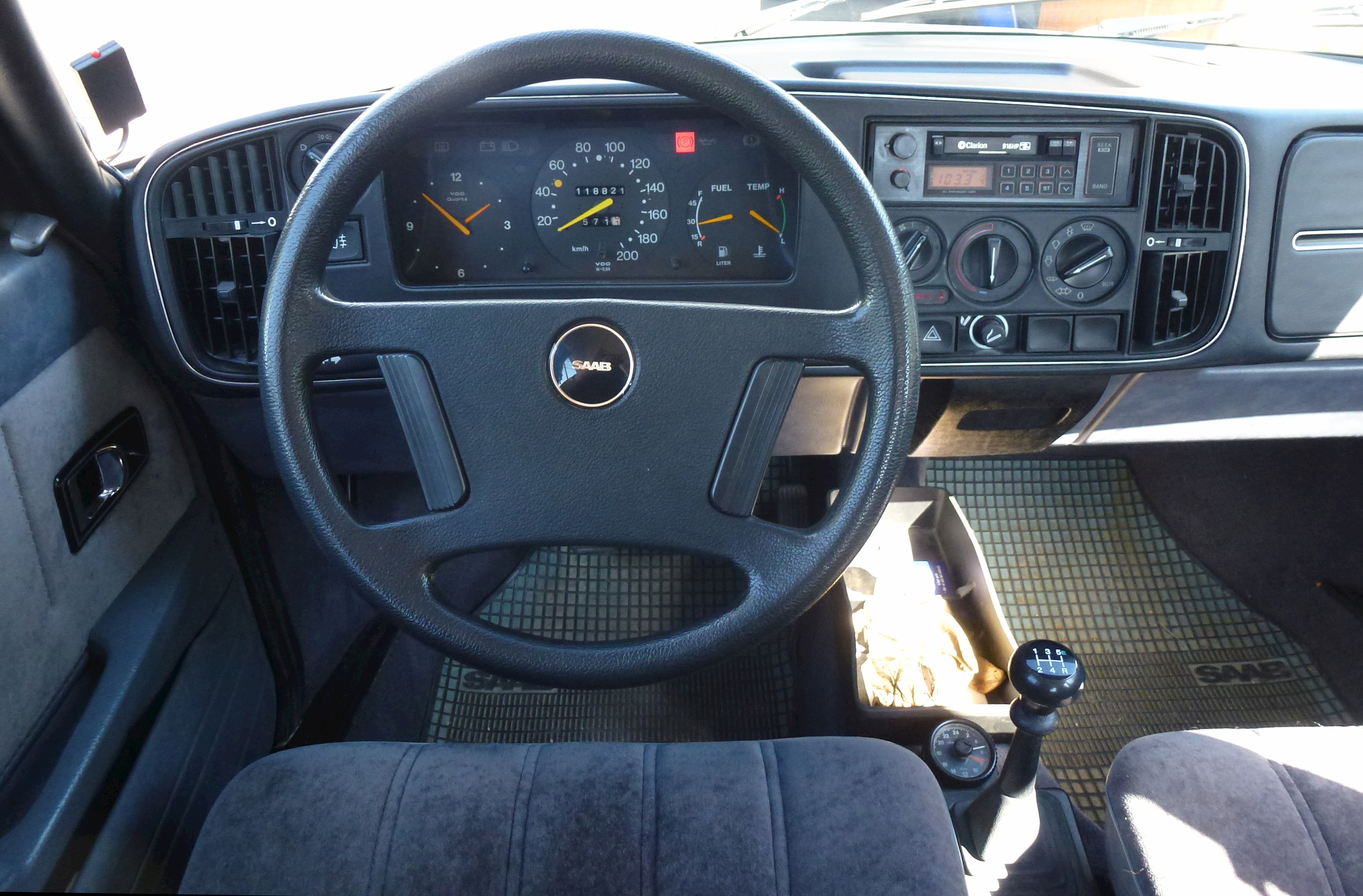
Innenraum
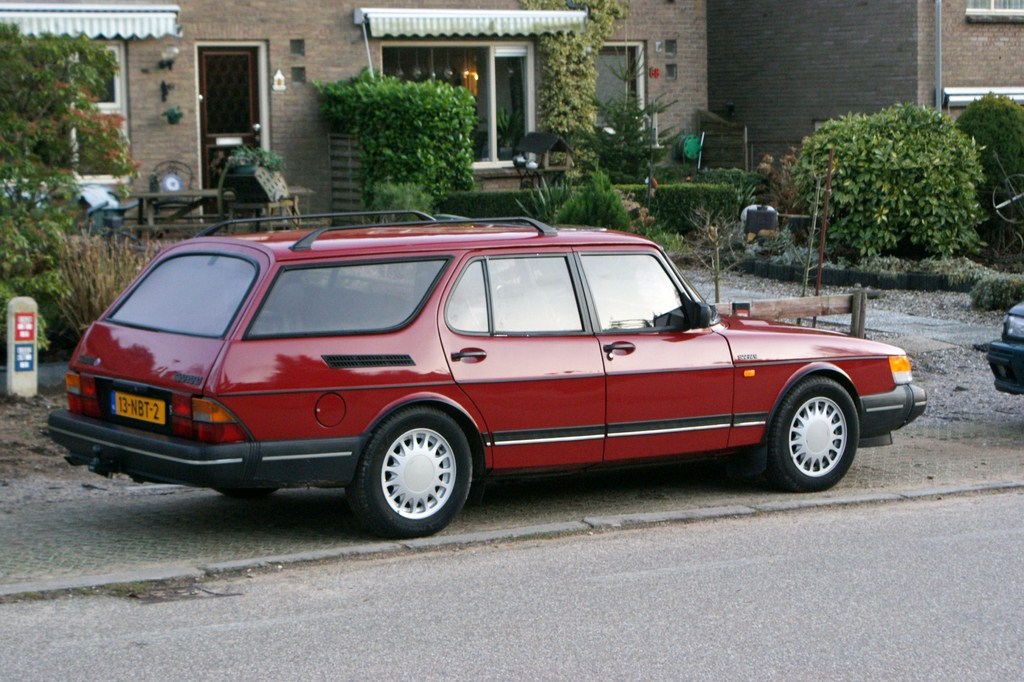
Saab 900 Safari Eigeninitiative 2 Stk.(1981)

### Modellpflege
Im Spätsommer 1986 wurde der Saab 900 einer weiteren Modellpflege unterzogen und erhielt eine strömungsgünstig geneigte Frontpartie sowie breitere Stoßstangen. Ladeluftkühler gab es nun auch für den 8-Ventil-Turbomotor, dessen Leistung auf 155 PS gesteigert wurde und den es nun auch als Zweitürer gab. Alle Fahrzeuge mit 16-Ventil-Turbomotor erhielten ein verstärktes Fahrwerk mit hydraulischen Motorlagern und Stabilisatoren sowie Seitenblinker an den vorderen Kotflügeln. Im selben Jahr erschien das 900 Cabrio, zunächst noch mit der alten steilen Front. Der Prototyp des Saab 900 Cabriolet war zuvor am 14. September 1983 auf der IAA mit großem Erfolg vorgestellt worden. Die Serienversion wurde hingegen erstmals auf der größten US-Automesse in Chicago vom 7. bis 16. Februar 1986 gezeigt. Der Verkauf begann im Januar 1986 in einer limitierten Auflage von 400 Exemplaren, die ausschließlich für den amerikanischen Markt bestimmt waren. Laut Statistik wurden im finnischen Werk 379 Fahrzeuge des Modelljahres 1986 gebaut, etwas weniger als geplant. Das erste Fahrzeug wurde am 7. Januar 1986 gebaut.
Zum Herbst 1987 wurde der 900 erneut technisch überarbeitet. Die Handbremse wirkte jetzt auf die Hinterräder. Der Lochkreis wurde geändert und ein Antiblockiersystem war erhältlich. Die neue Frontpartie mit neuem Kühlergrill, neuen Scheinwerfern und neuen Stoßfängern mit integriertem Frontspoiler war nun etabliert. Das Saab 900 Cabriolet war nun auf allen Märkten mit der neuen Frontpartie und dem 16-Ventil-Turbomotor mit 175 PS (160 PS in den USA) erhältlich.
Mit der Übernahme durch General Motors gab es erste technische Eingriffe bei den Motoren des 900 I. Neben dem Turbomotor mit 160 PS (118 kW) wurde das Volumenmodell 900 S geschaffen. Letztere Variante (Softturbo) musste ohne das oben erwähnte Abblasventil (APC), ohne Ladeluftkühlung und mit einer kürzeren Primärübersetzung auskommen. Diese Modellvariante war günstiger, aber mit 141 PS (104 kW) nur unwesentlich schwächer und erreichte daher gute Verkaufszahlen.
Drei Jahre nach der Übernahme durch General Motors wurde das erfolgreiche, aber unrentable Modell 900 I eingestellt. Der gleichnamige Nachfolger basierte auf dem Opel Vectra, hatte also einen Quermotor und ein anderes Fahrwerk. Auch die neue Form unterschied ihn von seinem Vorgänger.
Vom 900 I wurden insgesamt 908.810 Exemplare hergestellt. Das Schrägheck – das neben Trollhättan zwischen 1989 und 1991 auch 16 Monate lang in Malmö mit dort rund 100.000 SEK Verlust pro Fahrzeug hergestellt wurde – lief bis zum 26. März 1993 vom Band. Das Cabriolet wurde von 1986 bis 1994 in 48.894 Exemplaren gebaut – bis zum 8. September 1993 bei Valmet in Uusikaupunki. Die Produktion des Sedan lief bereits Ende 1991 aus.

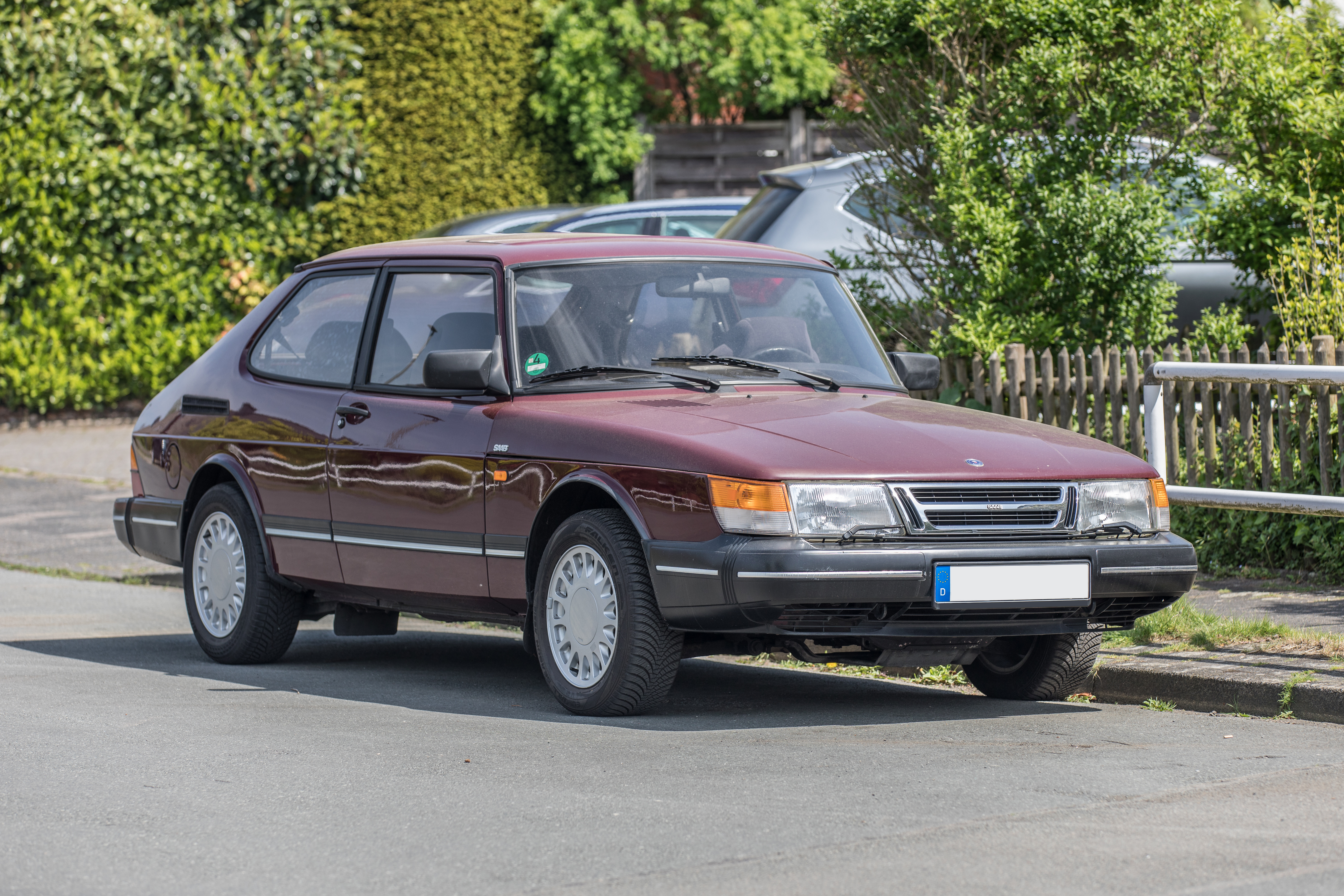
Saab 900 (dreitürige Limousine)
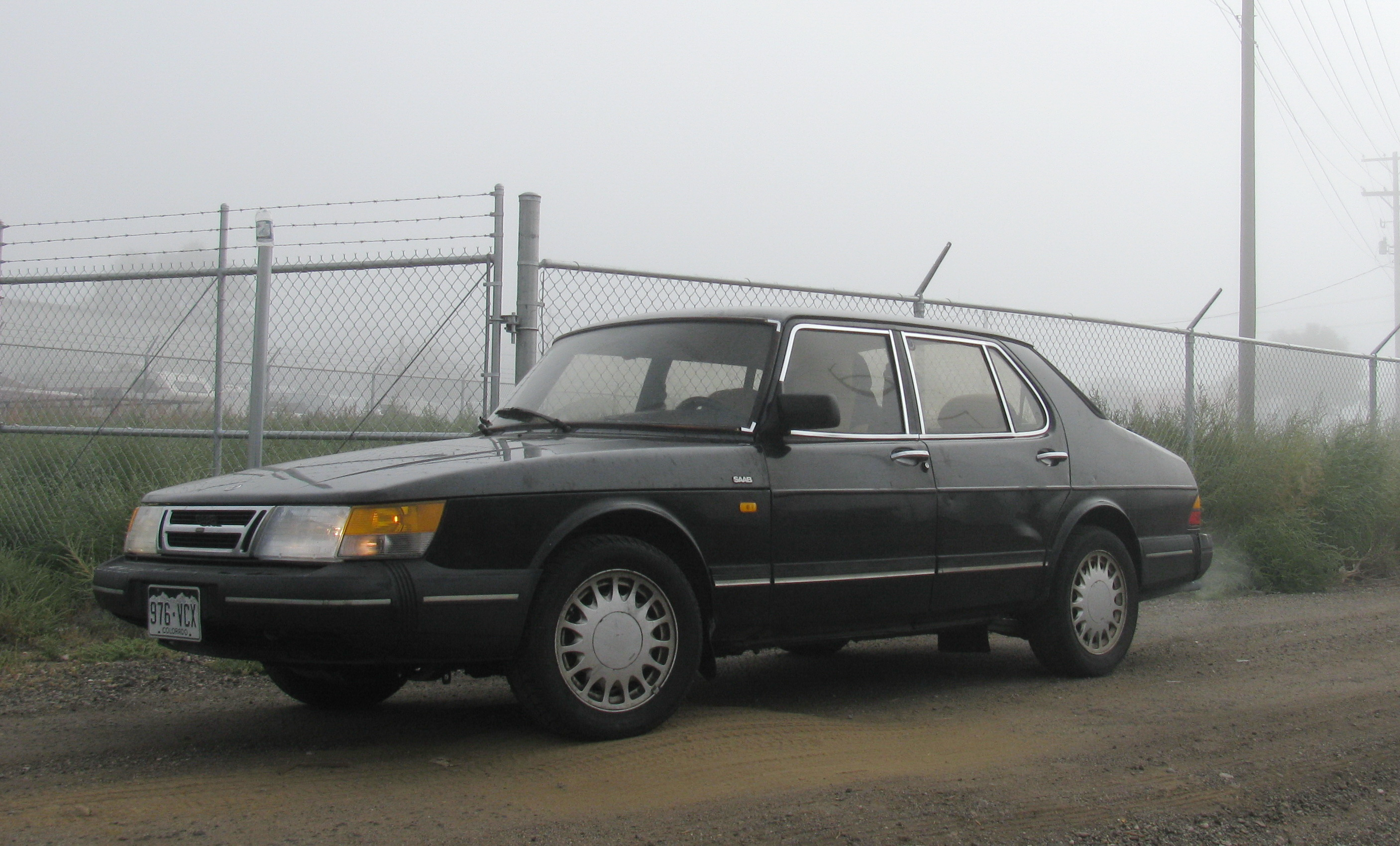
Saab 900 Sedan (1987)
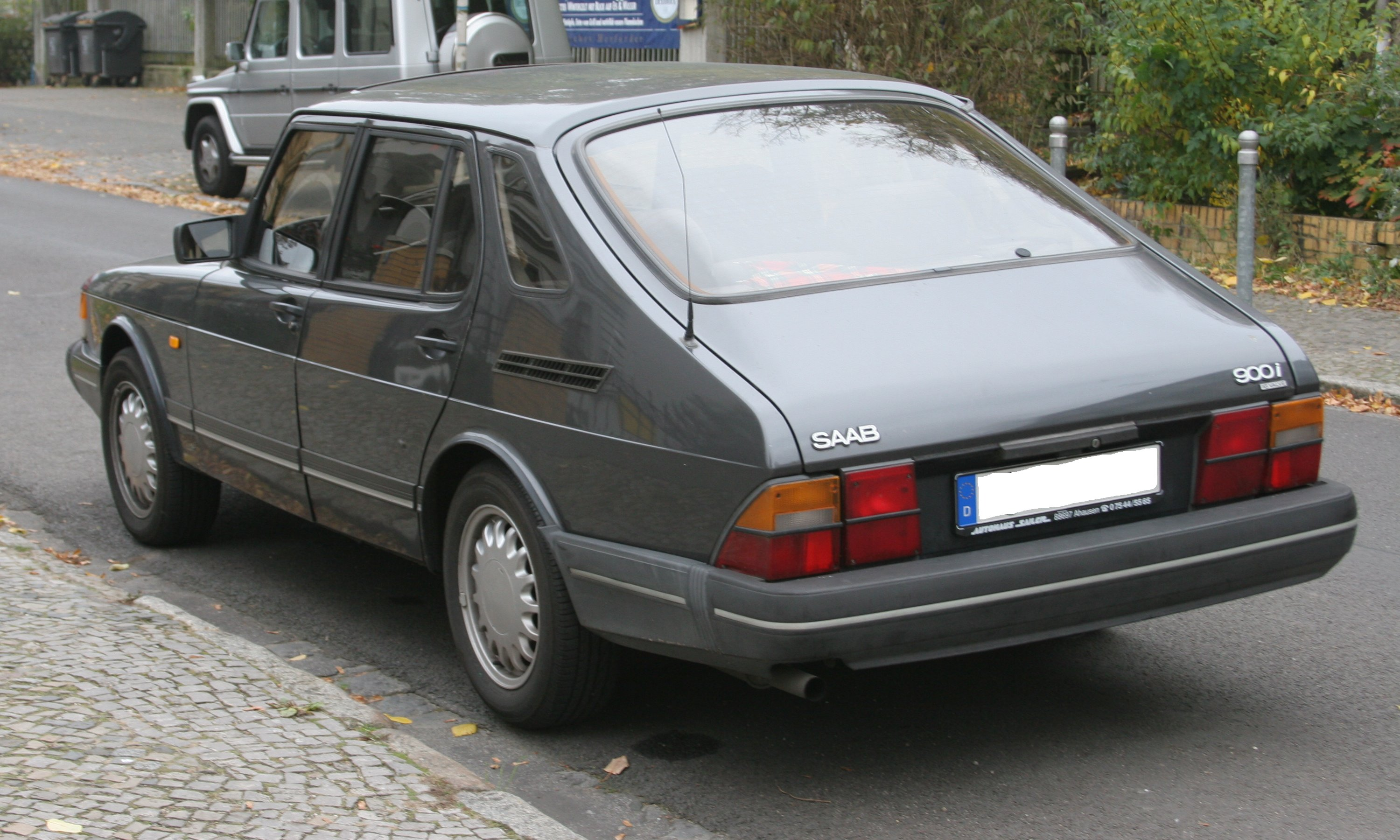
Saab 900 Fließheck (ca. 1991)
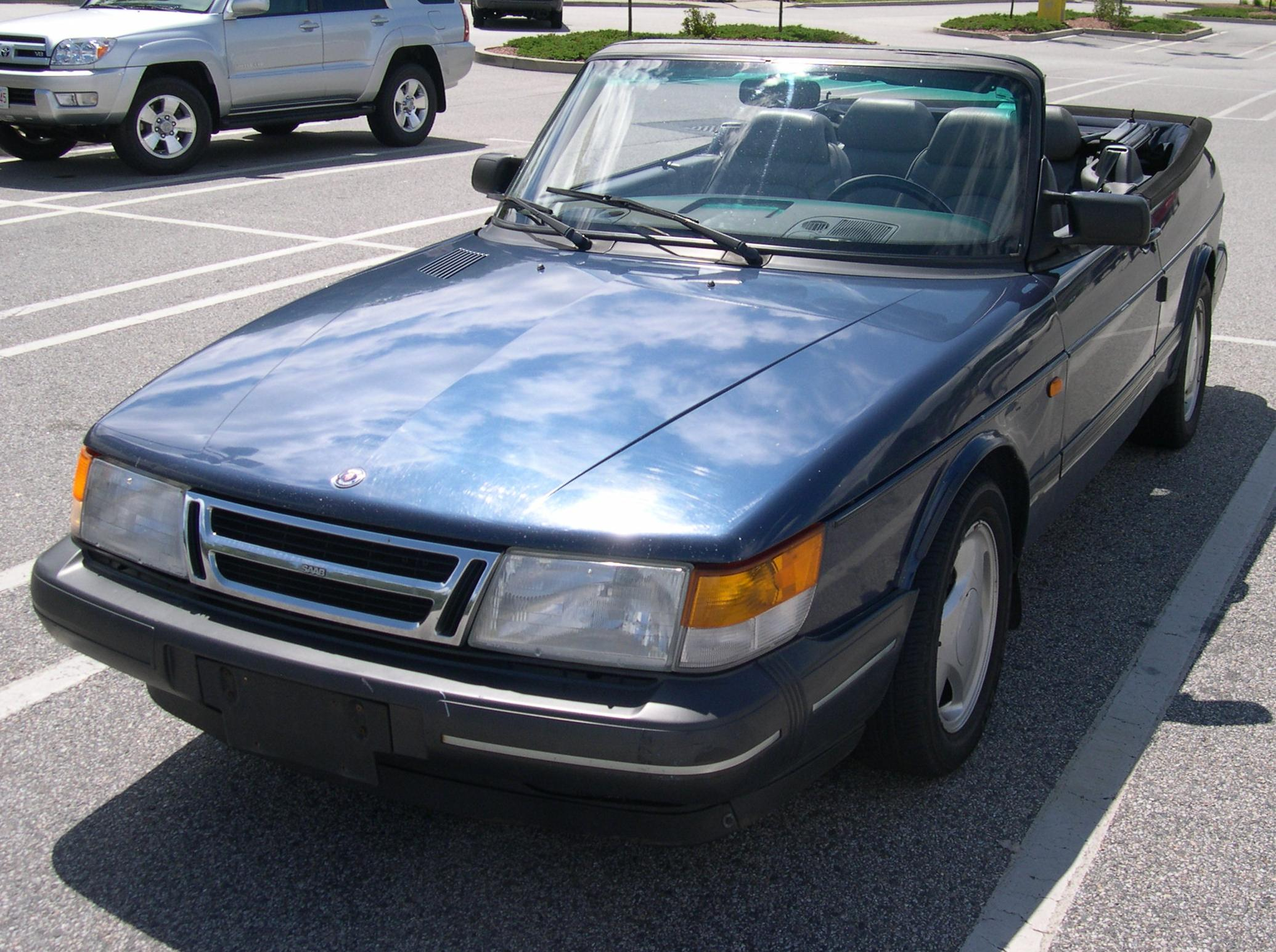
Saab 900 Cabrio (1992)
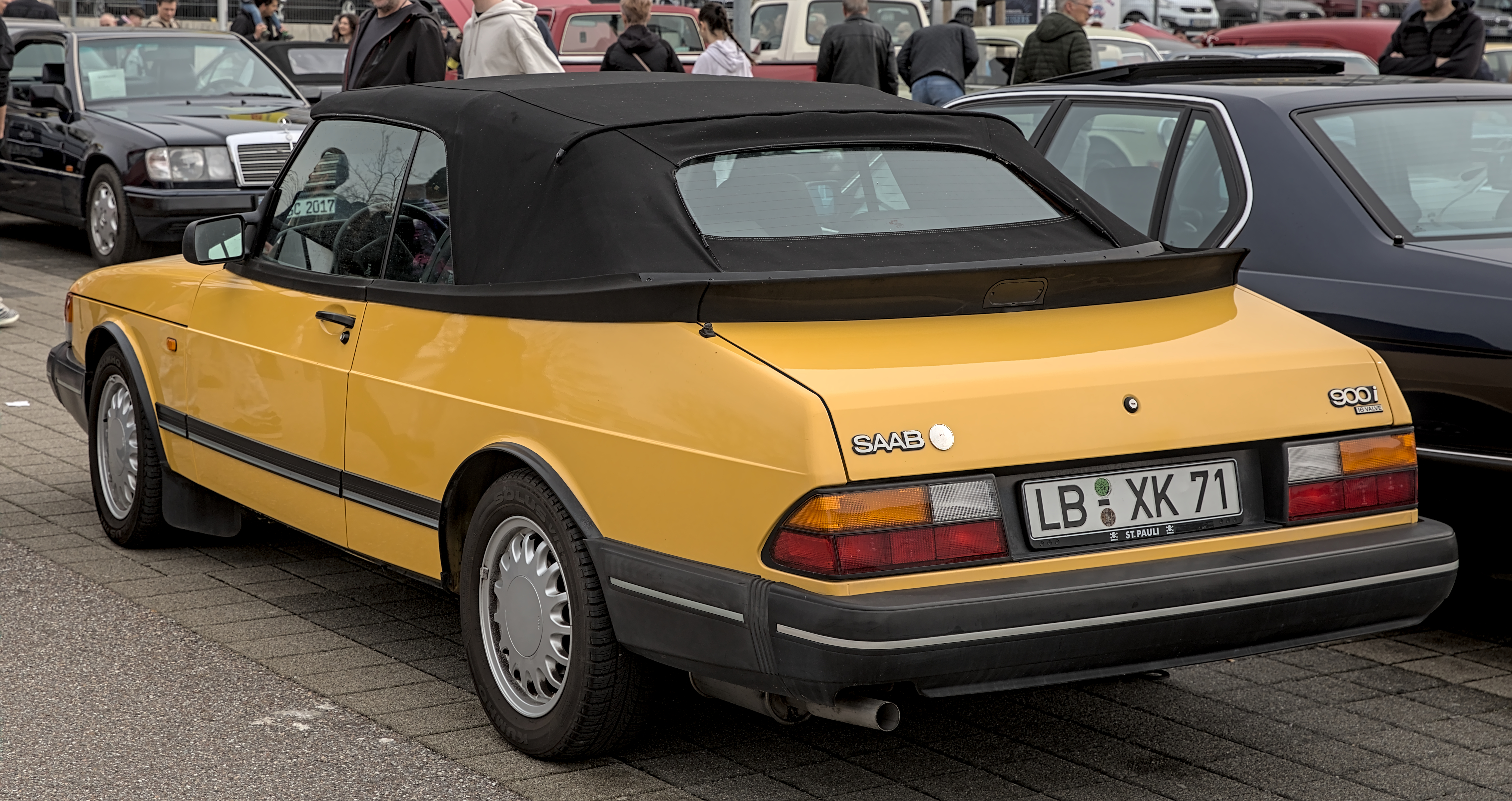
Heckansicht
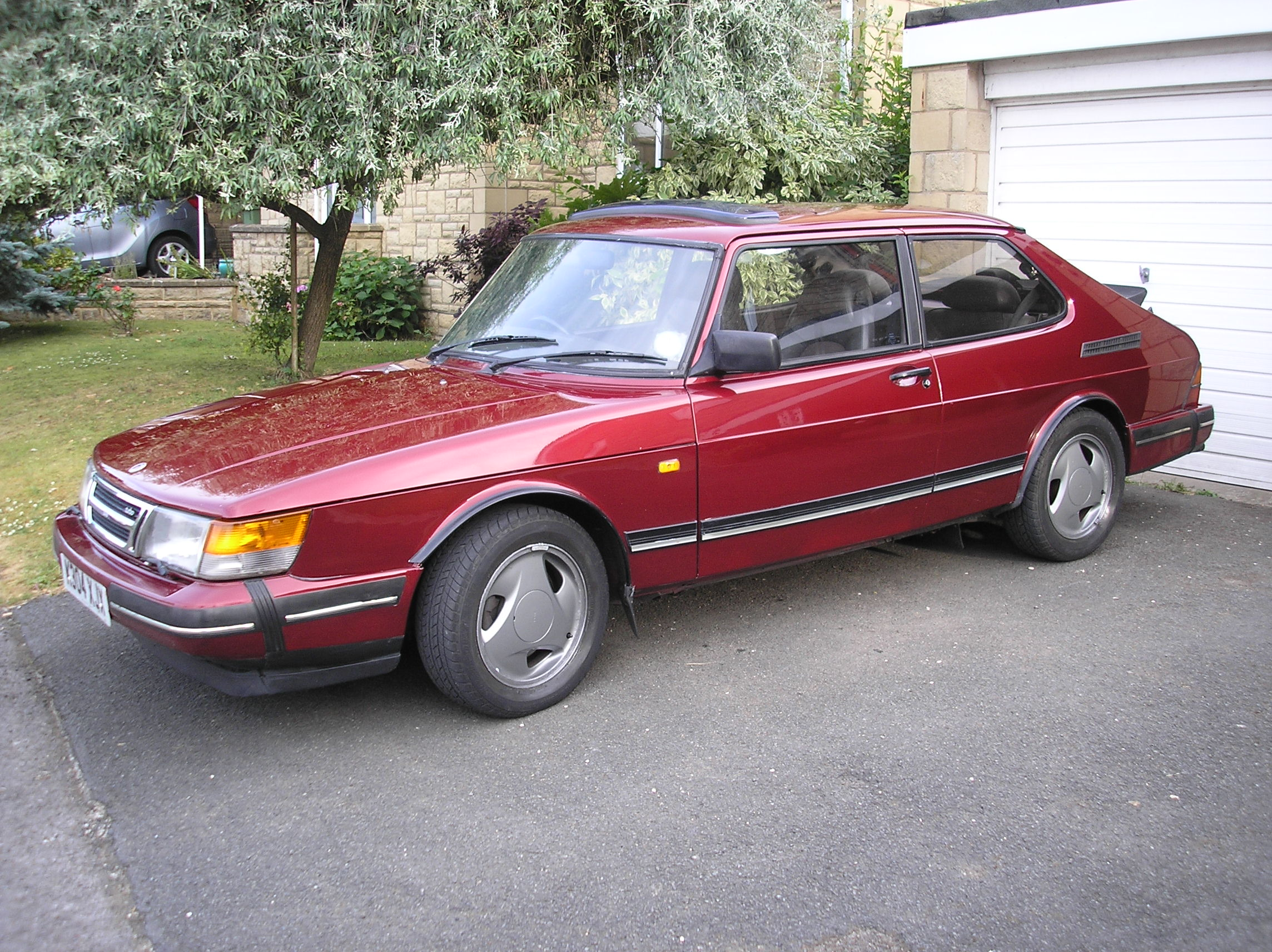
Sondermodell RUBY (1993) mit limitierter Stückzahl (150) für den UK-Markt.

### Bestand in Deutschland
95 Fahrzeuge wurden im Zuge der Abwrackprämie bis September 2009 in Deutschland verschrottet.
Laut Bestandsbericht des Kraftfahrt-Bundesamtes vom 1. Januar 2014 waren zu diesem Zeitpunkt 3.306 Saab 900 in Deutschland zugelassen.
Aufgeführt ist der Bestand an Saab 900 nach Hersteller- (HSN) und Typschlüsselnummern (TSN) in Deutschland laut Kraftfahrt-Bundesamt. 
| HSN/TSN  | 9116/327   | 9116/318   | 9116/325    | Sonstige | Gesamtbestand | Veränderung | Quelle |
| -------- | ---------- | ---------- | ----------- | -------- | ------------- | ----------- | ------ |
| Modell   | 900 Cabrio | 900 Cabrio | 900 FLH LPT | Sonstige | Gesamtbestand | Veränderung | Quelle |
| Baujahre | 1992–1994  | 1990–1993  | 1991–1993   | Sonstige | Gesamtbestand | Veränderung | Quelle |
| kW       | 104        | 118        | 104         | Sonstige | Gesamtbestand | Veränderung | Quelle |
| 2019     | 1.195      | 411        | 466         | 2.962    | 5.034         |             | [ 27 ] |
| 2020     | 1.192      | 415        | 437         | 2.923    | 4.967         | - 1,33 %    | [ 27 ] |
| 2021     | 1.218      | 410        | 423         | 2.891    | 4.942         | - 0,05 %    | [ 28 ] |
| 2022     | 1.219      | 405        | 421         | 2.900    | 4.945         | + 0,06 %    | [ 29 ] |
| 2023     | 1.203      | 402        | 406         | 2.852    | 4.863         | - 1,66 %    | [ 30 ] |
| 2024     | 1.211      | 397        | 392         | 2.818    | 4.818         | - 0,93 %    | [ 31 ] |

### Datenblatt Saab 900
| Saab 900                               | GL                                                                      | GLS                                                                     | GLi/GLE                                                                 | Turbo                                                                   | Turbo 16                                                                |
| -------------------------------------- | ----------------------------------------------------------------------- | ----------------------------------------------------------------------- | ----------------------------------------------------------------------- | ----------------------------------------------------------------------- | ----------------------------------------------------------------------- |
| Motor:                                 | 4-Zylinder-Reihenmotor (Viertakt)                                       | 4-Zylinder-Reihenmotor (Viertakt)                                       | 4-Zylinder-Reihenmotor (Viertakt)                                       | 4-Zylinder-Reihenmotor (Viertakt)                                       | 4-Zylinder-Reihenmotor (Viertakt)                                       |
| Hubraum:                               | 1985 cm³                                                                | 1985 cm³                                                                | 1985 cm³                                                                | 1985 cm³                                                                | 1985 cm³                                                                |
| Bohrung × Hub:                         | 90 × 78 mm                                                              | 90 × 78 mm                                                              | 90 × 78 mm                                                              | 90 × 78 mm                                                              | 90 × 78 mm                                                              |
| Leistung bei 1/min:                    | 74 kW (100 PS) bei 5200                                                 | 79,5 kW (108 PS) bei 5200                                               | 87 kW (118 PS) bei 5500                                                 | 106,5 kW (145 PS) bei 5000                                              | 118 kW (160 PS) bei 5500                                                |
| Max. Drehmoment bei 1/min:             | 162 Nm bei 3500                                                         | 164 Nm bei 3300                                                         | 167 Nm bei 3700                                                         | 235 Nm bei 3000                                                         | 255 Nm bei 2800                                                         |
| Verdichtung:                           | 9,5:1                                                                   | 9,5:1                                                                   | 9,5:1                                                                   | 7,2:1                                                                   |                                                                         |
| Gemischaufbereitung:                   | 1× Zenith-Stromberg 175                                                 | 1× Doppelvergaser                                                       | Mech. Bosch-Einspritzung                                                | Bosch K-Jetronic, Garrett-Turbolader max. Ladedruck 0,7 bar             |                                                                         |
| Ventilsteuerung:                       | Obenliegende Nockenwelle, Antrieb über Kette                            | Obenliegende Nockenwelle, Antrieb über Kette                            | Obenliegende Nockenwelle, Antrieb über Kette                            | Obenliegende Nockenwelle, Antrieb über Kette                            |                                                                         |
| Kühlung:                               | Wasserkühlung                                                           | Wasserkühlung                                                           | Wasserkühlung                                                           | Wasserkühlung                                                           | Wasserkühlung                                                           |
| Getriebe:                              | 4- oder 5-Gang-Getriebe a.W. Borg-Warner-Dreigangautomatik Frontantrieb | 4- oder 5-Gang-Getriebe a.W. Borg-Warner-Dreigangautomatik Frontantrieb | 4- oder 5-Gang-Getriebe a.W. Borg-Warner-Dreigangautomatik Frontantrieb | 4- oder 5-Gang-Getriebe a.W. Borg-Warner-Dreigangautomatik Frontantrieb | 4- oder 5-Gang-Getriebe a.W. Borg-Warner-Dreigangautomatik Frontantrieb |
| Radaufhängung vorn:                    | zwei ungleich lange Dreieckslenker, Schraubenfedern                     | zwei ungleich lange Dreieckslenker, Schraubenfedern                     | zwei ungleich lange Dreieckslenker, Schraubenfedern                     | zwei ungleich lange Dreieckslenker, Schraubenfedern                     | zwei ungleich lange Dreieckslenker, Schraubenfedern                     |
| Radaufhängung hinten:                  | Starrachse, zwei Wattgestänge längs, Panhardstab, Schraubenfedern       | Starrachse, zwei Wattgestänge längs, Panhardstab, Schraubenfedern       | Starrachse, zwei Wattgestänge längs, Panhardstab, Schraubenfedern       | Starrachse, zwei Wattgestänge längs, Panhardstab, Schraubenfedern       | Starrachse, zwei Wattgestänge längs, Panhardstab, Schraubenfedern       |
| Bremsen:                               | Scheibenbremsen rundum, Servo                                           | Scheibenbremsen rundum, Servo                                           | Scheibenbremsen rundum, Servo                                           | Scheibenbremsen rundum, Servo                                           | Scheibenbremsen rundum, Servo                                           |
| Lenkung:                               | Zahnstangenlenkung, teils Servo                                         | Zahnstangenlenkung, teils Servo                                         | Zahnstangenlenkung, teils Servo                                         | Zahnstangenlenkung, teils Servo                                         | Zahnstangenlenkung, teils Servo                                         |
| Karosserie:                            | Stahlblech, selbsttragend                                               | Stahlblech, selbsttragend                                               | Stahlblech, selbsttragend                                               | Stahlblech, selbsttragend                                               | Stahlblech, selbsttragend                                               |
| Spurweite vorn/hinten:                 | 1420/1430 mm                                                            | 1420/1430 mm                                                            | 1420/1430 mm                                                            | 1420/1430 mm                                                            | 1420/1430 mm                                                            |
| Radstand:                              | 2515 mm                                                                 | 2515 mm                                                                 | 2515 mm                                                                 | 2515 mm                                                                 | 2515 mm                                                                 |
| Abmessungen:                           | 4740 × 1690 × 1420 mm                                                   | 4740 × 1690 × 1420 mm                                                   | 4740 × 1690 × 1420 mm                                                   | 4740 × 1690 × 1420 mm                                                   | 4740 × 1690 × 1420 mm                                                   |
| Leergewicht:                           | 1150–1220 kg                                                            | 1150–1220 kg                                                            | 1150–1220 kg                                                            | 1190–1290 kg                                                            |                                                                         |
| Höchstgeschwindigkeit (Werk):          | 160 km/h                                                                | 170 km/h                                                                | 175 km/h                                                                | 195 km/h                                                                |                                                                         |
| 0–100 km/h (Werk):                     | 14,5 s                                                                  | n. a.                                                                   | 12,5 s                                                                  | 8,5 s                                                                   |                                                                         |
| Verbrauch (Liter/100 Kilometer, Werk): | 11,6 S                                                                  | n. a.                                                                   | 12,7 S                                                                  | 13,8–14,6 S                                                             |                                                                         |
| Preis (Februar 1982):                  | 21.900 DM                                                               | 23.050–25.200 DM                                                        | 25.250–28.750 DM                                                        | 31.900–35.150 DM                                                        |                                                                         |

## 900 II (NG, 1993–1998)
Als der zweite 900 am 21. Juli 1993 auf dem Marktplatz in Trollhättan vorgestellt wurde und auf den Markt kam, war er das erste Saab-Modell, das unter der Regie von General Motors hergestellt wurde. Bei der Produktion, mit der internen Baumusterbezeichnung 104, wurden viele Teile anderer GM-Modelle verwendet, darunter große Teile der Bodengruppe sowie die ABS-Bremsen des Opel Vectra A und des Opel Calibra sowie die Hinterachse des Opel Astra. Die Karosserie wurde von Björn Envall und Einar Hareide entworfen, das Interieur von Aina Nilsson. Die prägnanten Karosseriekanten wurden leicht abgerundet. Das neue Design wurde von der schwedischen Designvereinigung und ihren nordischen Kollegen im Rahmen des Skandinavischen Designpreises mit einem ausführlichen Artikel in der Zeitschrift Form gewürdigt. Saab erhielt auch den Preis für öffentliche Gesundheit mit der Begründung: 
„Mit der Entfernung des Aschenbechers aus dem 900er-Modell auf dem schwedischen Markt hat Saab einen positiven Beitrag zu einem wünschenswerten Einstellungswandel geleistet – auch das Auto sollte rauchfrei sein.“
In Japan wurde 1994 der neue Saab 900 zum «Import Car of the Year» gewählt. Die amerikanische Zeitschrift Automobile kürte den Saab 900-II zum «Design of the Year» und lobte ihn für seine persönliche Note und seinen Charakter.
Die auffälligste technische Änderung gegenüber dem Vorgängermodell war der quer eingebaute Motor. Das Getriebe befand sich auf der linken Seite neben der Maschine. Der kompaktere Antrieb führte zu einer Verbesserung der Platzverhältnisse im Innenraum.
Der neue Saab 900 war zunächst nur als Fünftürer in den beiden Versionen 900 S und 900 SE erhältlich. Bereits die Basisversion verfügte über ABS-Bremsen, Airbags für den Fahrersitz, elektrische Fensterheber und Spiegel, Zentralverriegelung und Servolenkung. Die Karosserie war so geformt, dass der Luftwiderstandswert nicht über 0,30 lag. Die neue Karosserie war um 50 % verwindungssteifer als die alte. Ein Novum waren die Dreipunktgurte für alle drei Fondpassagiere, die an einem stabilen Querträger befestigt waren, der im umgeklappten Zustand gleichzeitig als Ladungssicherung diente. Zu den einzigartigen Saab-Innovationen gehörte das sogenannten Black Panel, ein Bedienelement, das die gesamte Instrumentenbeleuchtung mit Ausnahme des Tachometers bei Nachtfahrten ausschaltete. Dies erhöhte die Fahrsicherheit, da alle unwichtigen Informationen ausgeblendet wurden. Bei Bedarf, z. B. bei niedrigem Kraftstoffstand, wurde die entsprechende Anzeige eingeschaltet. Der Zündschlüssel befand sich wie bisher am Schalthebel auf der Konsole zwischen Fahrer und Beifahrer.
Die Motorenpalette war teilweise neu, mit einem 2,0-Liter-Einspritzmotor mit 133 PS, einem 2,3-Liter-Motor mit 150 PS und einem neuen 2,0-Liter-Turbo-Motor mit 185 PS, der mit dem Trionic-System sowohl die aktuellen als auch die zukünftigen Umweltauflagen erfüllte. Zum ersten Mal bot Saab auch einen V6-Motor an, der von GM bzw. aus dem Opel-Programm stammte und bei Vauxhall gebaut wurde. Dieser verkaufte sich jedoch schlecht, da der von den Kunden als untypisch für Saab empfunden wurde. Ab Sommer 1994 wurde der Saab 900 II auch als Cabriolet angeboten, nachdem es auf der Detroit Motor Show vorgestellt worden war.
Vom 900 II wurden 273.568 Exemplare hergestellt.
Das Nachfolgemodell war der Saab 9³, der Anfang 1998 auf den Markt kam und je nach Quelle mit 450 oder 1100 neuen Bauteilen ausgestattet wurde.

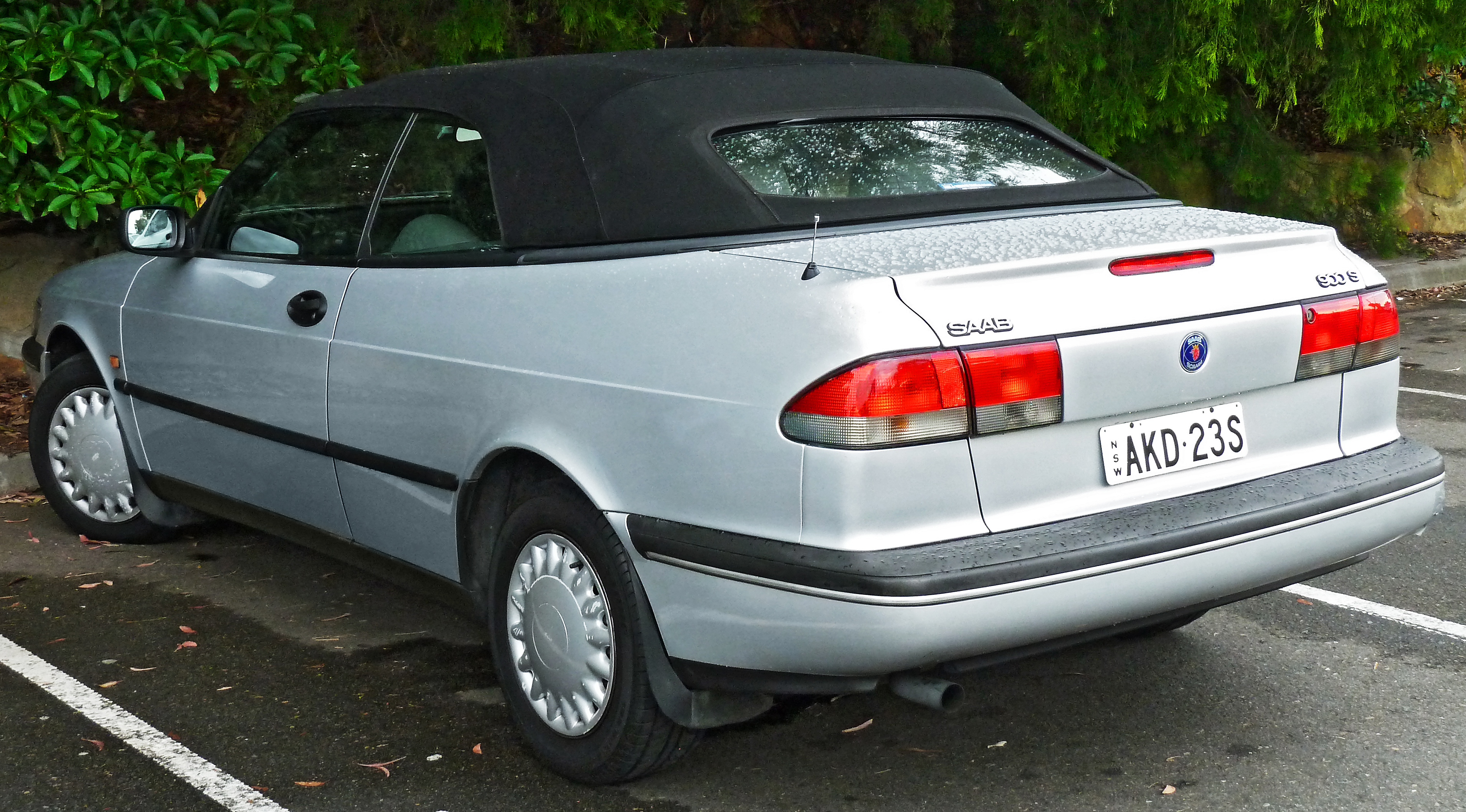
Saab 900 Cabriolet (1994–1998)

### Motorvarianten
| Modell    | Zylinder/ Ventile | Hubraum  | Max. Leistung                  | Max. Drehmoment       | Motorcode | Bauzeitraum     |
| --------- | ----------------- | -------- | ------------------------------ | --------------------- | --------- | --------------- |
| 2.0i      | 4/16              | 1985 cm³ | 98 kW (133 PS) bei 6100 min−1  | 180 Nm bei 4300 min−1 | B206I     | 07/1993–07/1994 |
| 2.0i      | 4/16              | 1985 cm³ | 96 kW (130 PS) bei 6100 min−1  | 177 Nm bei 4300 min−1 | B204I     | 08/1994–02/1998 |
| 2.0 Turbo | 4/16              | 1985 cm³ | 136 kW (185 PS) bei 5500 min−1 | 263 Nm bei 2100 min−1 | B204L     | 07/1993–02/1998 |
| 2.0 Turbo | 4/16              | 1985 cm³ | 136 kW (185 PS) bei 5750 min−1 | 230 Nm bei 2000 min−1 | B204L     | 07/1993–02/1998 |
| 2.3i      | 4/16              | 2290 cm³ | 110 kW (150 PS) bei 5700 min−1 | 210 Nm bei 4300 min−1 | B234I     | 07/1993–02/1998 |
| 2.5i V6   | 6/24              | 2498 cm³ | 125 kW (170 PS) bei 5900 min−1 | 227 Nm bei 4200 min−1 | B258I     | 07/1993–02/1998 |

1. ↑  Mit Schaltgetriebe
2. ↑  Mit Automatikgetriebe